# The Dears
The Dears sono un gruppo musicale indie rock canadese formatosi a Montréal nel 1995.

## Formazione
Attuale
- Murray Lightburn (dal 1995) - voce, chitarra, tastiere, percussioni, basso
- Natalia Yanchak (dal 1998) - tastiere, voce
- Patrick Krief (2003-2008, dal 2010) - chitarra, voce
- Rob Benvie (2002-2003, dal 2009) - chitarra, tastiere, percussioni, voce
- Roberto Arquilla (1997-2000, dal 2010) - basso
- Jeff Luciani (dal 2010) - batteria

Ex membri principali
- George Donoso III (2001-2008) - batteria
- Martin Pelland (2001-2007) - basso
- Valérie Jodion Keaton (2002-2007) - tastiere, flauto
- Jonathan Cohen (1999-2002) - chitarra
- Brigitte Mayes (1999-2002) - violoncello, flauto
- Richard MacDonald (1995-1998) - chitarra
- John Todd (1995-2000) - batteria
- Andrew White (1995-1998) - basso

## Discografia

### Album in studio
- 2000 - End of a Hollywood Bedtime Story
- 2003 - No Cities Left
- 2006 - Gang of Losers
- 2008 - Missiles
- 2011 - Degeneration Street
- 2015 - Times Infinity, Vol. 1
- 2020 - Lovers Rock

### Raccolte
- 2001 - Nor the Dahlias: The Dears 1995-1998

### Live
- 2004 - Thank You Good Night Sold Out